# 貓和老鼠 (童話)
貓和老鼠（德語：Katze und Maus in Gesellschaft），又譯貓和老鼠合夥，是格林兄弟所著的一個童話。

## 故事梗概
一隻貓認識了一隻老鼠，想和牠成爲朋友。老鼠答應了牠，並和牠住在一起。爲了過冬的需要，牠們買來一罐豬油，並把它放在教堂裏，認爲這樣會安全些。過了不久，貓開始惦記起那罐油。牠找了個藉口，說自己的表姐生了隻小貓，要找它當教母。但牠跑到了教堂裏，把頂上一層的豬油給吃了。當貓回來時，老鼠問牠給小貓取了什麽名字，貓說：“沒了頂層。”
只過了兩天，同樣的事情又發生了。老鼠這次又問貓給小貓取了什麽名字。“剩一半，”貓說。
後來，貓又去了一次教堂，吃掉了剩下的油。而老鼠則在家裏打掃着房間。當貓回到家裏時，老鼠問它給小貓取了什麽名字。“全完了，”貓回答。
冬天到了，老鼠肚子很餓，想和貓一起到教堂裏吃豬油。他們來到教堂，卻發現只剩下了一個空罐。老鼠開始明白所發生的事，並指責貓的偷吃：“首先，‘沒了頂層’，然後‘剩一半’，最後……”貓說，“你要是再說，我連你也吃了！”
“……全完了，”老鼠脫口而出。牠剛把話說完，貓就把牠吃了。

## 外部連結
- 英文版 （页面存档备份，存于）